# Avèze (Puy-de-Dôme)
Avèze is een gemeente in het Franse departement Puy-de-Dôme (regio Auvergne-Rhône-Alpes) en telt 235 inwoners (1999). De plaats maakt deel uit van het arrondissement Issoire.

## Geografie
De oppervlakte van Avèze bedraagt 21,5 km², de bevolkingsdichtheid is 10,9 inwoners per km².
De onderstaande kaart toont de ligging van Avèze (Puy-de-Dôme) met de belangrijkste infrastructuur en aangrenzende gemeenten.

## Demografie
Onderstaande figuur toont het verloop van het inwonertal (bron: INSEE-tellingen).